# 恒松步
恒松步（日语：／ Tsunematsu Ayumi，1981年9月26日—），日本女性聲優，現隸屬於81Produce經紀公司。在兵庫縣出生，身高168cm，血型O型。

## 參與作品
※主要角色以粗體顯示

### 電視動畫
2003年
- 復仇天使（ピーター、ミスト）
- （孫）
- 機獸超世紀（マット、チャオ）
- 冒險遊記Pluster World
- 洛克人EXE AXESS（コウスケ）

2004年
- 今天是魔王（休特菲爾（幼年時期））
- 哈姆太郎（チョコの飼い主）
- 爆裂天使（母親）
- 棒球大聯盟（第一季）（長谷川）
- 洛克人EXE Stream（メリー）

2005年
- 幸運女神（女性）
- 英國戀物語艾瑪（ハウスメイド）
- （高麗菜卷君、少女）
- 玻璃假面（2005年版）（二之宮惠子）
- 增血鬼果林（女生徒C）
- 高機動交響曲（金城美姬）
- 今天是魔王 第二季（偉拉卿肯拉特（幼年時期））
- 地獄少女（社員）
- 機獸創世紀（ファージ・ファミロン）
- TSUBASA翼（鷹村蘇芳）
- MAR魔兵傳奇（キメラの母、子供）

2006年
- 無罪的維納斯（晶）
- 傳頌之物（弟）
- 學園天堂（チビ和希）
- 偶像宣言（ティナ・ガーランド、マダムねこヒゲ、薄井絹子、ロコク・マリ枝）
- 金色琴弦〜primo passo〜（王崎（幼年時代）、土浦〈幼年時代〉）
- 銀魂（『地球防衛基地』的店主、松）
- 戀愛天使安琪莉可～心覺醒之時～（女兒）
- 地獄少女 二籠（栗山真實）
- 大長今（ミン女官）
- 親愛芳鄰（ニーナのママ）
- 火影忍者（ホクト）
- 西方善魔女（ヴィンセント）
- 南瓜剪刀（母親、貴婦人）
- 蜂蜜與四葉草II（女兒）

2007年
- 魔女獵人（過激派代表）
- 王牌投手 振臂高揮（沖久美子）
- 機動戰士GUNDAM 00（瑪莉娜·伊斯梅爾）
- 驅魔少年（アクマ）
- 爆丸（空操美代子、 他）
- 旋風管家（秋）
- 女優大試煉（綾瀨幸枝、担任）
- 地球防衛少年（チズ母）
- 忍者龜（キュアリー、シドニー）

2008年
- 機動戰士GUNDAM 00 第2季（瑪莉娜·伊斯梅爾）
- SKIP·BEAT！（麻生春樹）
- 絕對可憐CHILDREN（女教師）
- 驅魔少年（レニー・エプスタイン）
- 神奇寶貝鑽石&珍珠（モニカ）

2010年
- 花丸幼稚園（西風老師）
- 王牌投手 振臂高揮〜夏季大會篇〜（沖久美子）
- Angel Beats!（音無的祖母）
- SD高達三國傳BraveBattleWarriors（貂蟬卡碧妮）

2011年
- 花開物語（川尻崇子）
- Fate/Zero（久宇舞彌）
- 機動戰士GUNDAM AGE（瑪莉娜·明日野）
- UN-GO（矢島鷹子）

2012年
- 翡翠森林狼與羊（兔子1）
- 戰國Collection（「獨眼龍姬」伊達政宗）
- 夏色奇蹟（凜子的母親）
- Fate/Zero 2nd Season（久宇舞彌）
- 軍火女王（密爾特）
- 軍火女王Perfect Order（密爾特）

2013年
- 宇宙兄弟（阿曼蒂·帕特爾、新田和也（少年時期））
- GJ部（森小姐）
- 翠星上的加爾岡緹亞（娜姬芝）
- 全职猎人（女医）

2014年
- 魔法戰爭（兵頭七海）
- WIZARD BARRISTERS～弁魔士賽希爾（蝶野鳳蝶）
- 恐怖殘響（理沙的母親）

2015年
- 魔术快斗1412（露碧·琼斯）
- 血界戰線（愛人）
- Charlotte（友利的母親）
- 我被抓到貴族女校當「庶民樣本」（有栖川鳳子）
- 櫻子小姐腳下埋著屍體（藤岡美幸、藤岡希美）
- 金田一少年之事件簿R 第2期（雪峯美砂）

2016年
- 春太與千夏～春太與千夏共度青春～（成島母親）
- 魔奇少年 辛巴達的冒險（席那的心上人／露露姆）
- 齊木楠雄的災難（海藤母親）
- 名侦探柯南（水口有纱 #838）

2017年
- 數碼暴龍宇宙-應用怪獸（美麗獸）
- 黑色推銷員NEW（物餅富美惠）
- Re:CREATORS（菊地原亞希）
- 妖怪公寓的優雅日常（シレネー）
- 異世界食堂（僕人）
- 咕嚕咕嚕魔法陣（蕾娜）
- KiraKira☆光之美少女 A La Mode（索萊娜）

2018年
- 後街女孩（村上裕子）
- 天狼 Sirius the Jaeger（薩提）
- 黃金神威 第2期（江渡貝的母親）
- 哆啦A夢（媽媽）

2019年
- RobiHachi（旅行女子）
- 女高中生的虛度日常（病的母親）

2020年
- 22/7（茜的母親）
- 社長，戰鬥的時間到了！（女王）

2022年
- 聖劍傳說 Legend of Mana -The Teardrop Crystal-（瑪娜女神）
- BLEACH 千年血戰篇（曳舟桐生）
- Delicious Party ♡ 光之美少女（和實秋穗）（第39話～第45話，接替因患溃疡性结肠炎需要休養的中村千绘）

### 衛星動畫
- 幻龍記（クロ＝ザン）
- Hi Hi Puffy AmiYumi

### OVA
- 聖機師物語（梅賽亞、女學生）
- 瀨戶的花嫁（サーたん）
- BALDR FORCE EXE RESOLUTION（オペレーター）

2014年
- 翠星上的加爾岡緹亞-遙遠的巡迴航路 前編（娜姬芝）

### 劇場版動畫
2004年
- （女學生）

2004年
- 飛越顛峰&飛越顛峰2 合體劇場版!!（同學）

2010年
- 劇場版 機動戰士GUNDAM00 -A wakening of the Trailblazer-（瑪莉娜·伊斯梅爾）

2024年
- ULTRAMAN：崛起（米娜）

### 遊戲
- 高機動交響曲（金城美姬）
- 今天是魔王 真魔國的假日（偉拉卿肯拉特（幼年時期））
- Quest of D（女ヴォイス7）
- 北斗神拳（巴托）
- 明日方舟（伊內絲）

### 音樂CD
- 機動戰士GUNDAM 00（第二季）插曲「TOMORROW」（瑪莉娜·伊斯梅爾）

## 外部連結
- （日語）Aeolian Sound（官方網站） （页面存档备份，存于）
- （日語）